# Macy Gray
Macy Gray (n. Natalie Renee McIntyre pe 6 septembrie 1967 în Canton, Ohio) este o cântăreață, actriță și compozitoare americană.

## Biografie

### Viața timpurie și educația (1967 – 1997)
Natalie Renee McIntyre s-a născut la data de 6 septembrie 1967 în Canton, Ohio, fiind primul copil al cuplului format din Laura și Otis Jones. Părinții săi s-au despărțit la scurt timp după nașterea sa, iar micuța Natalie a rămas în custodia mamei, care era profesoară de matematică. Copil fiind, Natalie a fost adoptată de Richard McIntyre, cel de-al doilea soț al mamei sale; în urma acestei căsătorii interpreta a devenit sora vitregă a lui Nathan și a Nehliei McIntyre. A început să cânte la pian încă din copilărie, însă marea sa pasiune era literatura, activități pe care le considera a fi un refugiu – „când eram micuță aveam o voce foarte amuzantă. De fiecare dată când vorbeam, ceilalți copii râdeau de mine, așa că am încetat să mai vorbesc. Toată lumea spunea că sunt rușinoasă. Nu am crezut în niciun moment că aș putea cânta”.
Pentru a-și putea susține familia din punct de vedere financiar, tânăra interpretă și-a luat o slujbă la Pro Football Hall of Fame, însă a fost concediată la scurt timp pentru tardivitate. În adolescență Natalie McIntyre era o studentă eminentă, iar în anul 1985 ea a obținut o bursă de studiu la prestigioasa Academie Navală Americană, pe care a refuzat-o. La scurt timp a fost admisă la Universitatea Californiei de Sud, unde a sudiat cinematografia și și-a dezvoltat abilitățile compoziționale până în anul 1990, când a primit diploma de absolvire. Fiind încă studentă a universității din Los Angeles, interpreta a compus câteva cântece pentru un grup de prieteni, care urmau să fie înregistrate de o cântăreață anonimă și să fie incluse pe un disc demonstrativ. Respectiva muzicantă nu a fost prezentă la sesiunea de înregistrări, iar Natalie McIntyre a înregistrat în glumă piesele, iar discul nu a fost trimis niciunei case de înregistrări.

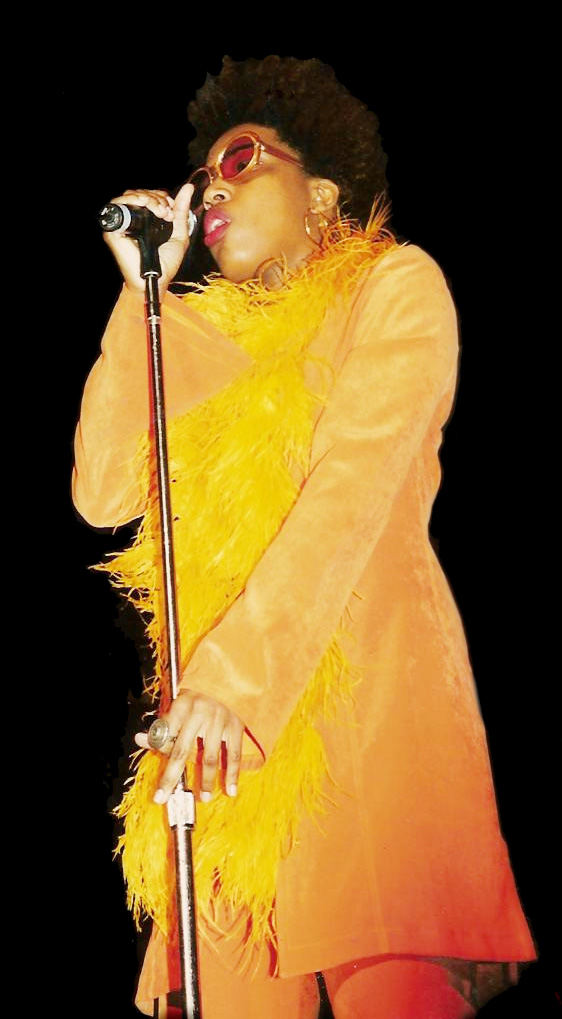
Recital Macy Gray în 1995;

După terminarea studiilor McIntyre a început să lucreze ca și caseriță în Beverly Hills, iar la scurt timp l-a întâlnit pe producătorul muzical Joe Solo. Cei doi au compus îmreună o serie de cântece, care au fost incluse pe un disc promoțional. Înregistrarea a stârnit interesul publicului din Los Angeles, iar interpreta a început să susțină recitaluri în cluburile de muzică jazz din regiune, alături de o mică formație. Concomitent ea a renunțat la numele său de naștere în favoarea pseudonimului Macy Gray, pe care avea să îl poarte de-a lungul întregii sale cariere. Într-un interviu Gray a mărturisit că numele său de scenă îi aparținea unui vecin care obișnuia să îi spună în copilărie: „Într-o zi vei fi cineva special”.
În prima parte a anilor 1990 Gray a continuat să susțină concerte în barurile din California și să înregistreze discuri pe care le trimitea unor case de înregistrări locale. Pe parcursul anului 1994 interpreta a fost remarcată de compania Atlantic Records, care i-a oferit un contract de management. Concomitent interpreta începea o relație amoroasă cu Tracy Hinds, un colector de ipoteci, cu care s-a căsătorit în 1996. Deși căsnicia lor s-a destrămat în anul 1998, Gray a devenit mama a trei copii – Aanisah (n. în ianuarie 1994), Happy (n. în decembrie 1994) și Cassius (n. în 1997). Concomitent, cariera muzicală a interpretei părea să se finalizeze, iar contractul său cu Atlantic a fost declarat nul. La finele anului 1997 Gray se reîntorcea în casa mamei sale din Canton, dorindu-și să înceapă o carieră în învățământ. La scurt timp un producător din Los Angeles, care îi auzise discurile demonstrative în cadrul companiei Atlantic a convins-o să încerce pentru ultima oară să debuteze în lumea muzicală.

### Debutul discografic (1998 – 2000)
Ca urmare a eforturilor sale din planul muzical Macy Gray a oținut un contract de management cu casa de discuri Epic Records în aprilie 1998. La finele aceluiași an interpreta finaliza înregistrările albumului său de debut, intitulat On How Life Is. Beneficiind de ajutorul producătorului Andrew Slater (cunoscut pentru colaborările sale cu Fiona Apple) și fiind sprijinită de un grup de prieteni muzicieni, Gray a stârnit interesul presei locale încă dinaintea debutului său discografic. În iunie 1999 a avut loc lansarea primului său disc single; intitulat „Do Something”, cântecul nu s-a bucurat de succes, ocupând poziții modeste în clasamentele de specialitate. Comercializarea albumului On How Life Is a început în vara aceluiași an și a fost urmată de o campanie de promovare masivă – articole și recenzii apărute în publicații de profil precum People sau Newsweek și o serie de concerte susținute în New York, Atlanta și San Francisco. Discul a primit recenzii foarte bune din partea criticilor de specialitate, revista Billboard afirmând că „nu este un album ușor de categorisit. Este unic, diferit și universal. Macy este cu siguranță acel artist de care industria are nevoie.”
La finele mileniului Gray susținea concerte în Anglia împreună cu formația americană de muzică hip hop/R&B Black Eyed Peas; de asemenea, interpreta a înregistrat un cântec, intitulat „Love Won't Wait”, inclus pe albumul de debut al grupului. Conform previziunilor, albumul On How Life Is a devenit instantaneu un succes major – în săptămânile posterioare lansării, discul domina clasamentele de specialitate din Australia, Danemarca și Noua Zeelandă; ulterior acesta câștiga poziția cu numărul patru în ierarhia Billboard 200 și primea trei discuri de platină, confirmând vânzări de peste 3 milioane de exemplare. Cel de-al doilea cântec promovat, intitulat „I Try”, s-a bucurat de succes comercial pe plan internațional, fiind inclus în ierarhia celor mai bine vândute discuri single ale anului 1999. Concomitent On How Life Is câștiga trepte înalte în ierarhiile europene și primea cvadruplu disc de platină în Oceania.
Pe parcursul anului 2000 Gray lansa o serie de noi materiale discografice: un disc EP care îi poartă numele (imprimat în număr limitat și distribuit numai în S.U.A.) și o compilație intitulată The Platinum Remixes, de asemenea comercializată la o scară mică. Ulterior a avut loc lansarea a două discuri single – balada soul intitulată „Still” și o compoziție R&B numită „Why Didn't You Call Me”. Ambele piese au câștigat popularitate în țările anglofone, sporind succesul albumului de proveniență. La finele anului 2000 Gray participa la înregistrările coloanei sonore a filmului Ora de vârf 2 și debuta în industria cinematografică prin intermediul unui rol minor avut în pelicula Zi de instrucție, în care i-a avut ca și colegi de platou pe Denzel Washington și Ethan Hawke.
Răsplata prestației muzicale de calitate a interpretei este reprezentată de premiul Grammy câștigat în anul 2001 la categoria „Cea mai bună interpretă de muzică pop” (acordat pentru imprimarea cântecului „I Try”), surclasându câteva câtărețe cu renume precum Britney Spears, Christina Aguilera și Madonna.

### Evoluția artistică și materiale discografice noi (2001 – 2005)
„Acela a fost cu siguranță cel mai stânjenitor moment din viața mea. Nu am știut cum să reacționez, căci nu am vrut să ruinez imnul național. Și mai grav, am glumit cu presa spunând: «Mda, oricum era cazul ca imnul să fie schimbat»”
În august 2001 Macy Gray a fost invitată să cânte pe stadionul Pro Football Hall of Fame din orașul său natal imnul național al Statelor Unite ale Americii, în deschiderea unui meci de fotbal american. Conform presei locale, cântăreața a avut o „tentativă falsă de a cânta imnul”, însă a părăsit scena în huiduielile publicului, după ce a uitat versurile. La scurt timp Gray își cerea scuze în mod public, spunând că a susținut recitalul la insistențele mamei sale, deși nu se simțea pregătită. După acest incident, popularitatea interpretei a scăzut notabil în S.U.A., reprezentanții Epic Records fiind nevoiți să anuleze o întreagă secțiune din turneul acesteia.
În ciuda controversei, Gray a început să compună piese pentru cel de-al doilea album de studio din cariera sa, care urma să fie lansat sub egida companiei Epic Records la 17 septembrie 2001. Conform planului inițial, discul a început să fie comercializat la doar o săptămână după atentatelor asupra complexului World Trade Center; materialul, intitulat The Id, a fost produs de Gray însăși, cu ajutorul muzicianului american Rick Rubin și conține colaborări cu Slick Rick și Erykah Badu. În ciuda campaniei de promovare pornite la începutul lunii septembrie, prin intermediul cântecului „Sweet Baby”, The Id nu s-a bucurat de succes comercial în S.U.A..

## Discografie

### Albume de studio
- On How Life Is (1999)
- The Id (2001)
- The Trouble with Being Myself (2003)
- Big (2007)
- The Sellout (2010)

### Alte albume
- The Very Best of Macy Gray (2004)
- Live in Las Vegas (2005)